# Ray Lake
Ray Lake är en sjö i Kanada.   Den ligger i provinsen British Columbia, i den centrala delen av landet, 3 300 km väster om huvudstaden Ottawa. Ray Lake ligger 1 381 meter över havet. Arean är 1,2 kvadratkilometer. Den sträcker sig 3,3 kilometer i nord-sydlig riktning, och 0,7 kilometer i öst-västlig riktning.
I omgivningarna runt Ray Lake växer i huvudsak barrskog. Trakten runt Ray Lake är nära nog obefolkad, med mindre än två invånare per kvadratkilometer.